# Kovács József (történész)
Kovács József (Temeskeresztes, Bánság, 1919. április 28. – Bukarest, 1984. február 7.) romániai magyar történész, egyetemi tanár.

## Életútja
A nagyváradi Emanoil Gojdu Líceumban érettségizett (1939). Előbb a gyulafehérvári teológia hallgatója, majd a kolozsvári egyetemen szerzett tanári oklevelet (1945). Pályáját a nagyváradi premontrei főgimnáziumban kezdte (1945), a kolozsvári Gépipari Líceumban folytatta (1946–48). A Bolyai Tudományegyetemen Dózsa György felkelése a magyar történetírásban és irodalomban c. értekezésével doktorált magyar irodalomból (1949). Egyetemi pályáján docens (előadótanár) (1961), professzor (1975), a Babeș–Bolyai Tudományegyetem prorektora (1976–84). A kolozsvári Történeti Intézet munkatársa, részt vett a Studia Universitatis Babeș-Bolyai, Anuarul Institutului de Istorie és Acta Musei Napocensis szerkesztésében. Román küldöttségek tagjaként több nemzetközi történettudományi értekezleten adott elő. Közéleti-politikai pályája során az Államtanács s a Tudomány és Technológia országos tanácsának alelnöke.
Román, magyar, francia és német nyelvű tanulmányait a Korunk, Era Socialistă, Revista Arhivelor, Revista de Istorie, Studia, Terra Nostra, Forschungen zur Volks- und Landeskunde, Revue Roumaine d'Histoire, népszerűsítő cikkeit az Utunk, Igaz Szó, Dolgozó Nő, A Hét, Tribuna és Igazság közölte. Főleg a mezőgazdaság és a parasztmozgalmak története foglalkoztatta, különös gondot fordítva az együttélő románok, magyarok, németek és más nemzetiségűek mindennapi életére és közös harci hagyományaira.
Neve szerepel az 1848-as erdélyi forradalmak történetével kapcsolatos akadémiai forráskiadvány munkatársainak névsorában (Revoluția de la 1848-1849 din Transilvania I. 1977); társszerzője az Adalékok az 1907-es parasztfelkelés történetéhez (1957) c. kiadványnak, s feldolgozta a román parasztháború külföldi visszhangját (Korunk, 1977/3). Az 1877 – Tollal, fegyverrel c. tanulmánygyűjteményben (1977) a magyar történetírók értékeléseit ismertette a román függetlenségi háborúról. Több írása jelent meg Erdély 1918-i történetének, főleg Romániához kapcsolásának tárgyköréből. Tanulmányokban méltatta Nicolae Bălcescu, George Bariț, Avram Iancu alakját, s bemutatta Ion Ionescu de la Brad szerepét a román mezőgazdaság fejlesztésében (Korunk 1959/2). Az abszolutizmus korát kutatva adta ki Deák Farkas Fogságom naplója c. munkáját 1972-ben bevezető tanulmánnyal és jegyzetekkel, s ismertette a Habsburg Birodalombeli románság magatartását az 1867-es kiegyezéssel szemben (1878). Társszerzője az Istoria României IV. (1964) kötetének.
Fejezetekkel szerepelt az újkori egyetemes történet kézikönyveiben.

## Kötetei
- Adatok az 1848 utáni erdélyi tőkés mezőgazdaságról (Gazdaságtörténeti Tanulmányok 4. 1957)
- Relații agrare și mișcări țărănești în România 1908-1921 (1967, többekkel)
- Desăvîrșirea unificării statului național român (1968, többekkel)
- Desființarea relațiilor feudale în Transilvania (Kolozsvár, 1973)